# Possessed to Skate
Possessed to Skate es una canción del grupo de crossover thrash Suicidal Tendencies de su álbum de 1987 Join The Army. La canción es una de las primeras canciones dándole poder al Skate en la letra siendo una de las primeras influencias del Skate Punk.
La canción tiene dos versiones la original de Join The Army que tiene un al principio un riff de guitarra, ha diferencia la versión del álbum recopilatorio Prime Cuts (llamada Go Skate! o Possessed to Skate '97) que en vez tiene un riff de bajo usando slapping y siendo más rápida en la letra.

## Video
En el video se muestra a un joven despidiéndose de sus padres y el padre le dice que no ande en skate hasta que termine su tarea, cuando él hace su tarea empieza la canción y entra el grupo y otras personas que destruyen la casa para andar en skate, al final el joven cae del skate al lado de sus padres los saluda y luego se desmaya. El video fue dirigido por Bill Fishman.